# Роланд Бартецко
Роланд Бартецко (нар. 1970) — колишній німецький військовий, який воював у Хорватській раді оборони під час Боснійської війни (1992—1995) та в Армії визволення Косова у війні в Косові (1998—1999).
У 2001 році Роланд Бартецко, також відомий як Шабані, був несправедливо звинувачений у вибуху автомобіля біля офісу югославського уряду в Приштині, внаслідок якого вбито одного цивільного серба та поранено ще чотирьох. Його заарештували та звинуватили у вбивстві, замаху на вбивство та тероризмі. Він перший громадянин ЄС, звинувачений у вбивстві в післявоєнному Косові. Наступного року міжнародний суд визнав його винним за всіма пунктами і засудив до 23 років ув'язнення. Пізніше вирок Бартецку замінили на 20 років позбавлення волі. У 2015 році він був умовно-достроково звільнений.
Від початку повномасштабного вторгнення Росії в Україну перебуває в Україні.

## Біографія

### Молодість і балканські війни
Роланд Бартецко народився в містечку Вюрзелен поблизу Аахена в 1970 році. Він почав служити в Бундесвері в 1987 році. До 1992 року в збройних силах Німеччини він досяг звання штаб-сержанта (нім. Oberfeldwebel). У 1992 році поїхав до Боснії і Герцеговини, щоб воювати у Боснійській війні, приєднався до Хорватської ради оборони (HVO). «Щоб називати себе солдатом, я думав, що мушу воювати, — згадував пізніше Бартецко. — Інакше я міг би вступити в пейнтбольний клуб». Бартецко був одним із приблизно 100 громадян Німеччини, які добровільно пішли воювати в HVO, більшість з яких були ультраправими екстремістами. Бартецко заперечує, що є неонацистом. Бартецко був направлений до бригади Анте Бруно Бушича, яка воювала проти армії Республіки Боснія і Герцеговина. Він також воював під час облоги Мостара.
Бартецко залишив HVO у квітні 1994 року, посилаючись на «дуже жорстокі сцени, які можна охарактеризувати як звірства», свідком яких він став з боку своїх товаришів по HVO. Згодом він пішов воювати з хорватською армією та брав участь в операції «Містраль 2» на завершальному етапі боснійської війни. Після повернення до Німеччини Бартецко був заарештований нібито за крадіжку жіночої сумочки.
Після початку війни в Косові в 1998 році Бартецко поїхав до Тирани (Албанія). Згодом він перетнув албансько-югославський кордон у Косові та приєднався до Армії визволення Косова (KLA) як доброволець. Під час роботи в KLA він взяв собі бойовий псевдонім Шабан, на честь восьмого місяця мусульманського календаря.

### Звинувачення в тероризмі
18 квітня 2001 року біля Центру миру і толерантності в Приштині, штаб-квартири югославської паспортної служби в Косові, вибухнув замінований автомобіль, убивши одного цивільного і поранивши ще чотирьох. Пізніше загиблим під час вибуху було ідентифіковано урядовця Югославії Александара Петровича. Пристрій, використаний для нападу, був начинений металевими осколками. За словами речника Місії ООН у Косові (UNMIK) Андреа Анджелі, у ньому було близько 10 кг вибухової речовини. «Для майбутнього Косова не може бути більш трагічного інциденту, — заявив речник поліції UNMIK Дерек Чаппел. — Це напад на все, заради чого працюють люди, які намагаються побудувати цю країну». Місце злочину швидко взяли під охорону поліція UNMIK і британський персонал KFOR. UNMIK і KFOR незабаром знайшли детонатор, який був використаний під час нападу. На ньому виявили відбиток пальця Бартецко. Бартецко був заарештований через кілька днів після вибуху. Його звинуватили в умисному вбивстві, замаху на вбивство та тероризмі. Він був першим громадянином ЄС, якого звинуватили у вбивстві в післявоєнному Косові.
У 2001 році Бартецко був звільнений з Бундесверу згідно з параграфом 55 (5) Закону про солдатів, який застосовується, якщо солдат «винний у порушенні свого обов'язку служити» або «серйозно поставив під загрозу військовий порядок або репутацію Бундесверу». Суд над Бартецко розпочався в лютому 2002 року; він не визнав себе винним. Суд проходив під суворою охороною, поліцейські ООН були одягнені в бронежилети та озброєні автоматами. Прокуратура стверджувала, що вибух був «актом помсти» через «ненависть Бартецко до сербів». 10 травня 2002 року Бартецко був визнаний винним за всіма пунктами і засуджений до 23 років позбавлення волі.

### Позбавлення волі
Бартецко був ув'язнений у Дубравській тюрмі в Західному Косові. Він подав апеляцію на вирок першої інстанції, і 12 листопада 2002 року Верховний суд Косова скоротив йому покарання з 23 до 20 років. У 2009 році Бартецко подав клопотання про застосування тимчасових заходів до Конституційного суду Косова, стверджуючи про порушення його права на ефективний засіб правового захисту, права на апеляцію та прав людини, гарантованих Європейською конвенцією з прав людини. У серпні 2010 року це клопотання було відхилено Конституційним судом Косова.
У 2015 році Бартецко вийшов із в'язниці умовно-достроково. Після звільнення він переїхав до Приштини та знайшов роботу, надаючи юридичні послуги місцевій медіакомпанії, вивчаючи право під час ув'язнення. Він є активним учасником вебсайту Quora, де розповідає про свій досвід війни. У 2018 році Бартецко опублікував мемуари «Запах війни: уроки з поля бою». Він продовжує стверджувати, що не несе відповідальності за вибух югославського паспортного столу, і звинуватив UNMIK у тому, що його підставили.

### В Україні
Роланд Бартецко приїхав в Україну у лютому 2022 року як журналіст французької газети і відтоді підтримує Збройні Сили України. За словами автора, він одразу зрозумів, що в Україні існує чимало потреб, і почав закуповувати речі для українського війська і доправляти у військові підрозділи. Водночас він не залишає журналістську діяльність і пише для онлайн-видань про війну в Україні.